# كيلي ريد
كيلي ريد (بالإنجليزية: Kiley Reid) (مواليد 1987) روائية أمريكية. نشرت أول عمل أدبي لها في ديسمبر 2019، بعد تخرجها من ورشة عمل كتاب آيوا. ترشحت روايتها الأولى في يوليو 2020 للقائمة الطويلة لجائزة مان بوكر الأدبية العالمية.

## السيرة الشخصية
ولدت كيلي في كاليفورنيا بالولايات المتحدة الأمريكية، ونشأت في توكسون بأريزونا من سن السابعة حتى بلوغها عشرين عام. درست المرحلة الثانوية في مدرسة سالبوينت الكاثوليكية، وقضت عامين في دراسة المسرح بجامعة أريزونا، ثم انتقلت إلى كلية ماريماونت في مانهاتن. وتخرجت في وقت لاحق من ورشة عمل كتاب آيوا.

## الأعمال

### رواية
- مثل هذا العصر المرح 2019.

### قصة قصيرة
- أسنان جورج واشنطن 2019.